# قاي كولمان
قاي كولمان (26 يونيو 1974 في نيوزيلندا - ) (بالإنجليزية: Guy Coleman)‏ هو لاعب كريكت نيوزلندي.

## وصلات خارجية
- قاي كولمان على موقع إي آس بي آن كريك إنفو (الإنجليزية)